# Byse, Hosanagara
Byse là một làng thuộc tehsil Hosanagara, huyện Shimoga, bang Karnataka, Ấn Độ.